# Musikjahr 1509
Liste der Musikjahre

◄◄ | ◄ | 1505 | 1506 | 1507 | 1508 | Musikjahr 1509 | 1510 | 1511 | 1512 | 1513 | ► | ►►

Weitere Ereignisse
Dieser Artikel behandelt das Musikjahr 1509.

## Ereignisse
- 23. September: Sixt Dietrich, der zuvor Chorknabe an der Domkantorei in Konstanz war, geht an die Universität Freiburg.
- Bonifacius Amerbach studiert an der Artistenfakultät der Universität Basel und hört Musiktheorie. Daneben nimmt er Musikunterricht bei dem Organisten Johannes Kotter. Daraus entsteht ein Tabulaturbuch, das als Codex Amerbach zu den umfangreichsten Arbeiten des frühen 16. Jahrhunderts zählt.
- Noel Bauldeweyn wirkt von 1509 bis 1513 als magister cantorum in der Kirche St. Rombaut in Mecheln in der Nachfolge von Jean Richafort. Dies belegt ein Vermerk über die Tätigkeit von „Natalis Balduini“ in den Kapitularakten der Kirche St. Rombaut.
- Antoine Brumel ist Kapellmeister an der Hofkapelle der Familie d’Este in Ferrara. Der Vertrag auf Lebenszeit beinhaltet eine Pfründe von jährlich 100 Dukaten, ein Jahresgehalt in der gleichen Höhe, die Nutzung eines Hauses in Ferrara und Geld für die Anreise. Wahrscheinlich gehört Brumel der Hofkapelle bis zu deren Auflösung im Jahr 1510 an.
- Hans Buchner ist Domorganist am Münster zu Unserer Lieben Frau in Konstanz.
- Marco Cara steht seit 1495 und bis 1525 als Lautenvirtuose im Dienst der Familie Gonzaga in Mantua, die zu seiner Zeit Künstler aller Richtungen fördert.
- Carpentras ist Sänger der päpstlichen Kapelle in Rom.
- Nicolas Champion hat sich nach der Entmachtung seiner bisherigen Dienstherrin Johanna von Kastilien und der Auflösung ihrer Hofkapelle im Jahr 1508 der Kapelle Karls V. angeschlossen. Hier nimmt er einen hohen Rang ein und wird sehr gut bezahlt, wenn er auch nicht den Rang von Pierre de la Rue erreicht. Durch seine guten Kontakte und seine Dienste bei Hof erwirbt er von 1508 bis etwa 1520 eine Reihe von Benefizien in den Städten Brügge, Namur, Lens, Lier, Oostvoorne, Valenciennes, Geervliet und Brielle.
- William Cornysh, der besonders bei Heinrich VIII. in hohem Ansehen steht, wird 1509 zum Master of the Children of the Chapel bestellt.
- Josquin Desprez ist seit 1504 Propst an seiner früheren Wirkungsstätte Condé-sur-l’Escaut. Er wird als monsieur le prevost messire Josse des pres bezeichnet. Die Stellung ist für den ehemaligen Kapellmeister nicht nur wegen seines dortigen Haus- und Grundbesitzes attraktiv, sondern noch mehr wegen der guten Personalausstattung der Kirche und der Qualität der dortigen Musikausübung, die nur noch von der Kathedrale in Cambrai und von Saint-Vincent in Soignies übertroffen wird. Der Propst hat hier (nach einer Aufstellung aus dem Jahr 1523) die weltliche Macht im Kirchensprengel inne und ist der Vorgesetzte des Dekans, des Schatzmeisters, von 25 Kanonikern, 18 Kaplänen, 16 Vikaren und sechs Chorknaben, dazu einigen Priestern ohne Pfründe; in den aufwändig gestalteten Gottesdiensten wirkt in der Regel ein Chor aus den Vikaren und Chorknaben mit, so dass bis zu 22 musikgeübte Stimmen zur Verfügung stehen und bis zu sechsstimmige Werke aufgeführt werden können. In dieser Stellung wirkt Josquin Desprez 17 Jahre lang bis zu seinem Lebensende. Die burgundische Regentin Margarete von Österreich bittet Desprez 1509 darum, Jehan Lommel, den ehemaligen Kaplan von Philipp dem Schönen, als Dekan in seine Kollegiatkirche aufzunehmen. Von 1508 bis 1509 bemüht sich das Kapitel der Kathedrale von Bourges ohne Erfolg, „Dominus Josquin“ als Meister der Kapellknaben zu engagieren. Der Komponist verhandelt im Mai 1509 mit der römischen Kurie wegen eines Benefiziums in Arras.
- Über den Verbleib von Antonius Divitis, der – wie Nicolas Champion – bis August 1508 Mitglied der Hofkapelle von Johanna von Kastilien war, im Jahr 1509 fehlen Informationen. Er wird aber im Mai 1510 in den Supplikenregistern der päpstlichen Kurie als Sänger an der Kapelle der französischen Königin Anne de Bretagne genannt, wo zu dieser Zeit auch Jean Mouton, Claude de Sermisy und Jean Richafort angestellt sind.
- Pedro de Escobar ist Magister Puerorum an der Kathedrale in Sevilla bis zu seiner Amtsniederlegung 1514.
- Antoine de Févin, dessen Vater Pierre de Févin 1506 gestorben ist, lebt vermutlich in Paris und hat eine Anstellung am französischen Königshof oder ist zumindest mit dieser Institution assoziiert. Hierfür gibt es allerdings nur einen Beleg, einen Brief aus Asti in Oberitalien, wo König Ludwig XII. am 18. April 1507 nach Frankreich schreibt, man möge ihm die Porträts eines Pariser Malers und eine der ausgezeichneten Chansons von Févin zuschicken, sobald diese fertiggestellt sind, um sie den Damen in Italien vorzuführen.
- Johannes Ghiselin, der 1505 den Hof der Familie d’Este in Ferrara nach dem Ausbruch der Pest verlassen hat, ist Mitglied der Bruderschaft Onze Lieve Vrouwe (Unserer Lieben Frau) in Bergen op Zoom in Flandern. Dies zeigt eine Gehaltsliste der Bruderschaft aus dem Jahr 1507, wobei die Höhe des ausgezahlten Betrages auf eine Mitgliedschaft seit mindestens einem Jahr hindeutet. Die Gehaltslisten der Bruderschaft für die Jahre 1508 bis 1510 sind verlorengegangen, und auf der Liste von 1511 erscheint sein Name nicht mehr. Weil auch seit 1505 keine weiteren Werke von ihm erschienen sind, kann daraus geschlossen werden, dass Ghiselin zwischen 1507 und 1511 verstorben ist.
- Nicolas Gombert ist möglicherweise bereits ein Schüler von Josquin Desprez, der seit dem Jahr 1504 im etwa 40 km entfernt gelegenen Condé-sur-l’Escaut als Propst tätig ist.
- Paul Hofhaimer lebt in Augsburg, der „heimlichen Hauptstadt“ von Kaiser Maximilian I., wo er unter dessen Gunst freischaffend tätig ist.
- Heinrich Isaac, der vom Domkapitel der Konstanzer Kathedrale am 14. April 1508 mit der Komposition von Messpropria der Hauptfeste beauftragt wurde, schließt diesen Auftrag bis Mai 1509 zum größten Teil ab. Das Konstanzer Kapitel beschließt am 29. November 1509 die Honorierung des gelieferten Werks.
- Hans Kotter, der bis 1508 Organist am sächsischen Hof in Torgau war, übernimmt Stellen im Breisgau und in Freiburg im Üechtland (Schweiz).
- Rossino Mantovano kommt als Altist an den Chor der Kathedrale von Mantua.
- Einige Staatsmotetten von Jean Mouton deuten darauf hin, dass er noch vor dem Jahr 1509 im Dienst von Königin Anne de Bretagne, der Ehefrau von König Ludwig XII. von Frankreich (Regierungszeit 1498–1515), steht. In ihrer Hofkapelle sind mehr Komponisten versammelt als in der von König Ludwig, außer Mouton beispielsweise Antonius Divitis, Jean Richafort und Claudin de Sermisy. Spätestens seit 1509 besitzt Mouton auch ein Kanonikat in der Diözese Thérouanne.
- Anton Musa, der in Erfurt studiert und hier im Jahre 1507 das Baccalaureat erworben hat, wechselt 1509 an die Universität Leipzig.
- Marbrianus de Orto hat sich – wie Nicolas Champion – nach der Entmachtung seiner bisherigen Dienstherrin Johanna von Kastilien und der Auflösung ihrer Hofkapelle im Jahr 1508 von Spanien nach Brüssel begeben, wo Margarete von Österreich die Regentschaft für den noch minderjährigen Erzherzog Karl führt, den späteren Kaiser Karl V. Hier ist de Orto zunächst bei der Reorganisation der Hofkapelle behilflich und wird dann laut einem Dokument aus dem Jahr 1509 ab 1510 zum premier chapelain ernannt.
- Pierre Passereau ist ab 1509 Kapellsänger des Herzogs und späteren französischen Königs François d’Angoulême.
- Johannes Prioris, der möglicherweise bereits seit Ende der 1480er Jahre Mitglied der französischen Hofkapelle war, ist nachweislich von 1503 bis 1512 Kapellmeister (maître de chapelle) der Hofkapelle.
- Giordano Passetto übernimmt 1509 das Amt des Organisten an SS. Giovanni e Paolo in Venedig und wirkt hier bis 1520.
- Jean Richafort ist maître du chant (Chorleiter) an der Kirche St. Romboud in Mecheln. In den Archiven des Kapitels dieser Kirche findet sich auch der Vermerk, dass während seiner Amtszeit als Magister zwei Brüder von ihm, Guillaume und François Richafort, in den Chor aufgenommen werden. Am 31. August 1509 wird Noel Bauldeweyn sein Nachfolger. Es ist nicht direkt belegt, aber so gut wie sicher, dass Jean Richafort ab dieser Zeit Mitglied der Kapelle der französischen Königin Anne de Bretagne geworden ist, weil er im November 1512 eine Pfründe bekommt, die in der Bretagne liegt.
- Pierre de la Rue hat sich – wie Nicolas Champion und Marbrianus de Orto – nach der Entmachtung seiner bisherigen Dienstherrin Johanna von Kastilien und der Auflösung ihrer Hofkapelle im Jahr 1508 von Spanien nach Brüssel begeben, wo Margarete von Österreich die Regentschaft für den noch minderjährigen Erzherzog Karl führt, den späteren Kaiser Karl V. De la Rue kommt im April 1509 wieder in das Blickfeld von Margarete von Österreich, die ihren Vater Maximilian um eine Pfründe für Pierre de la Rue an der Kirche Sainte-Faraïde in Gent bittet, mit der Absicht, ihn wieder für die Hofkapelle zu gewinnen. Dies offenbar mit Erfolg, weil de la Rue für den Monat Mai 1509 wieder in der Gehaltsliste der Sänger der Grande Chapelle erscheint. Der Komponist bleibt in den folgenden Jahren am Hof der Statthalterin in Mecheln, deren Lieblingskomponist er wird, und zu deren Ehren er zahlreiche Gelegenheitskompositionen schreiben wird.
- Arnolt Schlick ist seit mindestens 1509 als Organist auf Lebenszeit am kurpfälzischen Hof in Heidelberg angestellt.
- Claudin de Sermisy ist Sänger an die Chapelle Royale von König Ludwig XII.
- Crispinus van Stappen kehrt im Juli 1509 nach Nordfrankreich zurück und bleibt prinzipiell bis an sein Lebensende an der Kathedrale von Cambrai. Ausgenommen davon sind kleinere Reisen nach Italien und eine kurze Anstellung als Kapellmeister an Santa Casa in Loreto in den Jahren 1524/25. In Cambrai ist er für wichtige Aufgaben zuständig, so für die Rekrutierung neuer Sänger für die dortige Kathedrale und auch für die päpstliche Kapelle. entsprechende Reisen sind für die Jahre 1523, 1526 und 1529 dokumentiert (Craigh Wright 1976). Es gehörte auch zu seinen Obliegenheiten, die Tätigkeit des magister puerorum Johannes Lupi (II) zu überwachen. Gegen Ende seines Lebens wird van Stappens besondere Marienverehrung in seinen Beziehungen zu Loreto sichtbar, aber auch in seiner Stiftung zur Erneuerung des Altars in der St.-Annen-Kapelle der Kathedrale von Cambrai im Jahr 1526.
- Bartolomeo Tromboncino ist nach Aufenthalten in Vicenza und in Casale von 1501 bis 1512 in Mantua tätig.
- Sebastian Virdung ist von 1507 bis 1509 Altist und Praeceptor am Münster zu Konstanz.

## Vokalmusik

### Geistlich
- Philippe Basiron – Missa de Franza: Noten und Audiodateien im International Music Score Library Project
- Jacob Obrecht – Missa 'Si dedero': Noten und Audiodateien im International Music Score Library Project
- Ottaviano Petrucci (Hrsg.) – Missarum diversorum auctorum: Noten und Audiodateien im International Music Score Library Project
- Gaspar van Weerbeke – Missa N’as tu pas veux zu vier Stimmen

### Weltlich
- Erasmus Lapicida – Frottola Pietà, cara signora / La pietà ha chiuso le porte zu vier Stimmen
- Ottaviano Petrucci (Hrsg.) – Tenori e contrabassi intabulati col sopran in canto figurato: Noten und Audiodateien im International Music Score Library Project

## Musiktheoretische Schriften
- Simon de Quercu – Opusculum musices: Noten und Audiodateien im International Music Score Library Project

## Geboren

### Genaues Geburtsdatum unbekannt
- Antonio Gardano, venezianischer Komponist und Musikverleger († 1569)

### Geboren um 1509
- Diego Pisador, spanischer Vihuela-Spieler und Komponist († nach 1557)